# Première circonscription de Vervins (1875-1885)
Pour les articles homonymes, voir Première circonscription de Vervins.
La première circonscription de Vervins est une ancienne circonscription législative de l'Aisne sous la Troisième République de 1875 à 1885.

## Description géographique et démographique
La 1re circonscription de Vervins regroupe la partie est de l'arrondissement de Vervins dont le chef-lieu de l'arrondissement, Hirson, Aubenton et La Capelle. Elle était l'une des 8 circonscriptions législatives du département de l'Aisne.
Elle regroupait les divisions administratives suivantes : le canton d'Aubenton, le canton d'Hirson, le canton de La Capelle et le canton de Vervins.
La 16 juin 1885 supprime la circonscription avec la disparition du scrutin uninominal à deux tours par arrondissement pour l'introduction du scrutin de liste à deux tours dans le cadre du département.
Après l'introduction de ce nouveau système pour les élections législatives de 1885, celui-ci disparaît pour élections suivantes de 1889 avec le rétablissement du scrutin uninominal à deux tours. La circonscription est recrée dans les mêmes limites par la loi du 13 février 1889.

## Historique des députations
| Législature      | Début            | Fin             | Député          | Parti / Idéologie | Parti / Idéologie  | Observation |
| ---------------- | ---------------- | --------------- | --------------- | ----------------- | ------------------ | --- |
| Ire législature  | 8 mars 1876      | 25 juin 1877    | Joseph Soye     |                   | Républicain        | Conseiller général d'Aubenton (1871-1882) |
| IIe législature  | 7 novembre 1877  | 8 février 1878  | Camille Godelle |                   | Bonapartiste       | Avocat Élection invalidée le 8 février 1878                                                                                                  |
| IIe législature  | 7 avril 1878     | 27 octobre 1881 | Joseph Soye     |                   | Républicain        | Conseiller général d'Aubenton (1871-1882) Élu à la suite d'une élection partielle le 7 avril 1878                                            |
| IIIe législature | 28 octobre 1881  | 4 octobre 1882  | Joseph Soye     |                   | Républicain        | Conseiller général d'Aubenton (1871-1882) Décédé en cours de mandat                                                                          |
| IIIe législature | 27 novembre 1882 | 9 novembre 1885 | Paul Sandrique  |                   | Union républicaine | Conseiller général de Rozoy-sur-Serre (1871-1882) et secrétaire de Léon Gambetta Élu à la suite d'une élection partielle le 27 novembre 1882 |

## Historique des résultats

### Élections de 1876
Les élections législatives françaises de 1876 ont eu lieu le 20 février et le 5 mars 1876.
|                | Joseph Soye    | Gauche républicaine | 8 361  | 100,00 |  |  |
|                |                |                     |        |        |  |  |
| Inscrits       | Inscrits       | Inscrits            | 16 670 | 100,00 |  |  |
| Abstentions    | Abstentions    | Abstentions         | 7 092  | 42,54  |  |  |
| Votants        | Votants        | Votants             | 9 578  | 57,46  |  |  |
| Blancs et nuls | Blancs et nuls | Blancs et nuls      | 1 217  | 12,71  |  |  |
| Exprimés       | Exprimés       | Exprimés            | 8 361  | 87,29  |  |  |

### Élections de 1877
Les élections législatives françaises de 1877 ont eu lieu le 14 et 28 octobre 1877.
|                  | Camille Godelle* | Bonapartiste        | 7 480  | 51,92  |  |  |
|                  | Joseph Soye*     | Gauche républicaine | 6 926  | 48,08  |  |  |
|                  |                  |                     |        |        |  |  |
| Inscrits         | Inscrits         | Inscrits            | 16 828 | 100,00 |  |  |
| Abstentions      | Abstentions      | Abstentions         | 2 295  | 13,64  |  |  |
| Votants          | Votants          | Votants             | 14 533 | 86,36  |  |  |
| Blancs et nuls   | Blancs et nuls   | Blancs et nuls      | 127    | 0,87   |  |  |
| Exprimés         | Exprimés         | Exprimés            | 14 406 | 99,13  |  |  |
| * député sortant |                  |                     |        |        |  |  |

### Élections de 1881
Les élections législatives françaises de 1881 ont eu lieu les 21 août et 4 septembre 1881.
|                  | Joseph Soye*   | Gauche républicaine | 8 416  | 100,00 |  |  |
|                  |                |                     |        |        |  |  |
| Inscrits         | Inscrits       | Inscrits            | 16 912 | 100,00 |  |  |
| Abstentions      | Abstentions    | Abstentions         | 6 562  | 38,80  |  |  |
| Votants          | Votants        | Votants             | 10 350 | 61,20  |  |  |
| Blancs et nuls   | Blancs et nuls | Blancs et nuls      | 1 934  | 18,69  |  |  |
| Exprimés         | Exprimés       | Exprimés            | 8 416  | 81,31  |  |  |
| * député sortant |                |                     |        |        |  |  |